# A Debreceni VSC 2012–2013-as szezonja
Ez a szócikk a Debreceni VSC 2012–2013-as szezonjáról szól, mely sorozatban a 20., összességében pedig a 35. idénye a csapatnak a magyar első osztályban. A klub fennállásának ekkor volt a 110. évfordulója. A szezon 2012 júliusában kezdődött, és 2013 júniusában ért véget. A csapat a hazai kiírások mellett az UEFA-bajnokok ligájában, illetve az Európa-ligában is szerepelt.

## Játékoskeret
2012. szeptember 17-i állapot szerint.
| No. |     | Poszt | Játékos                |
| --- | --- | ----- | ---------------------- |
| 1   | MNE | K     | Vukašin Poleksić       |
| 2   | HUN | V     | Szűcs István           |
| 4   | GER | V     | Dajan Šimac            |
| 7   | HUN | KP    | Dombi Tibor            |
| 10  | HUN | KP    | Farkas Balázs          |
| 11  | HUN | KP    | Ferenczi János         |
| 15  | HUN | CS    | Rezes László           |
| 17  | HUN | V     | Mészáros Norbert       |
| 18  | HUN | V     | Máté Péter             |
| 20  | CMR | CS    | Mbengono Andoa Yannick |
| 21  | HUN | V     | Ludánszki Bence        |
| 22  | HUN | V     | Bernáth Csaba          |
| 23  | FRA | KP    | Slimane Bouadla        |
| 24  | BIH | KP    | Nenad Kiso             |
| 26  | SEN | CS    | Ibrahima Sidibe        |
| 27  | HUN | KP    | Bódi Ádám              |

| No. |     | Poszt | Játékos            |
| --- | --- | ----- | ------------------ |
| 28  | HUN | V     | Nagy Zoltán        |
| 29  | HUN | KP    | Spitzmüller István |
| 31  | HUN | V     | Varga Róbert       |
| 33  | HUN | KP    | Varga József       |
| 37  | BRA | KP    | Lucas              |
| 39  | FRA | CS    | Adamo Coulibaly    |
| 45  | SRB | K     | Nenad Novaković    |
| 53  | HUN | CS    | Birtalan Botond    |
| 55  | HUN | KP    | Szakály Péter      |
| 60  | HUN | CS    | Pölöskey Péter     |
| 69  | HUN | V     | Korhut Mihály      |
| 70  | HUN | KP    | Kulcsár Tamás      |
| 77  | HUN | KP    | Czvitkovics Péter  |
| 87  | HUN | K     | Verpecz István     |
| 88  | FRA | KP    | Selim Bouadla      |
| 99  | GAB | CS    | Roguy Méyé         |

## Átigazolások

### Átigazolások nyáron
| No. |     | Poszt | Játékos                                                                  |
| --- | --- | ----- | ------------------------------------------------------------------------ |
| 19  | BRA | CS    | Vinicius Galvão Leal (Nyíregyháza Spartacus, lejárt a kölcsönszerződése) |
| 23  | FRA | KP    | Slimane Bouadla (Châteauroux)                                            |
| 24  | BIH | KP    | Nenad Kiso                                                               |
| 26  | SEN | CS    | Ibrahima Sidibe (KVC Westerlo)                                           |
| 31  | HUN | V     | Varga Róbert (Kecskeméti TE)                                             |
| 53  | HUN | CS    | Birtalan Botond (Bihor Oradea)                                           |
| 60  | HUN | CS    | Pölöskey Péter                                                           |
| 77  | HUN | KP    | Czvitkovics Péter (KV Kortrijk)                                          |
| 77  | HUN | V     | Mohl Dávid (Kecskeméti TE, kölcsönbe)                                    |
| ##  | HUN | KP    | Huszák Tamás (BFC Siófok, lejárt a kölcsönszerződése)                    |

| No. |     | Poszt | Játékos                                                                  |
| --- | --- | ----- | ------------------------------------------------------------------------ |
| 19  | BRA | CS    | Vinicius Galvão Leal (Nyíregyháza Spartacus, lejárt a kölcsönszerződése) |
| 23  | FRA | KP    | Slimane Bouadla (Châteauroux)                                            |
| 24  | BIH | KP    | Nenad Kiso                                                               |
| 26  | SEN | CS    | Ibrahima Sidibe (KVC Westerlo)                                           |
| 31  | HUN | V     | Varga Róbert (Kecskeméti TE)                                             |
| 53  | HUN | CS    | Birtalan Botond (Bihor Oradea)                                           |
| 60  | HUN | CS    | Pölöskey Péter                                                           |
| 77  | HUN | KP    | Czvitkovics Péter (KV Kortrijk)                                          |
| 77  | HUN | V     | Mohl Dávid (Kecskeméti TE, kölcsönbe)                                    |
| ##  | HUN | KP    | Huszák Tamás (BFC Siófok, lejárt a kölcsönszerződése)                    |

| No. |     | Poszt | Játékos                                                |
| --- | --- | ----- | ------------------------------------------------------ |
| 5   | HUN | KP    | Illés Gyula (Gyirmót)                                  |
| 6   | HON | KP    | Luis Ramos (Kecskeméti TE)                             |
| 8   | HUN | V     | Nikolov Balázs                                         |
| 14  | NGA | CS    | Eugène Salami (Kecskeméti TE, kölcsönbe)               |
| 19  | BRA | CS    | Vinicius Galvão Leal (Csákvári TK, kölcsönbe)          |
| 26  | BIH | KP    | Adnan Alisić (Dordrecht)                               |
| 30  | BIH | CS    | Stevo Nikolić (Spartak Trnava, kölcsönbe)              |
| 77  | HUN | V     | Mohl Dávid (Kecskeméti TE, lejárt a kölcsönszerződése) |

| No. |     | Poszt | Játékos                                                |
| --- | --- | ----- | ------------------------------------------------------ |
| 5   | HUN | KP    | Illés Gyula (Gyirmót)                                  |
| 6   | HON | KP    | Luis Ramos (Kecskeméti TE)                             |
| 8   | HUN | V     | Nikolov Balázs                                         |
| 14  | NGA | CS    | Eugène Salami (Kecskeméti TE, kölcsönbe)               |
| 19  | BRA | CS    | Vinicius Galvão Leal (Csákvári TK, kölcsönbe)          |
| 26  | BIH | KP    | Adnan Alisić (Dordrecht)                               |
| 30  | BIH | CS    | Stevo Nikolić (Spartak Trnava, kölcsönbe)              |
| 77  | HUN | V     | Mohl Dávid (Kecskeméti TE, lejárt a kölcsönszerződése) |

## Statisztikák
Utolsó elszámolt mérkőzés dátuma: 2013. június 1.

### Mérkőzések
| Lejátszott mérkőzések száma        | 51 (30 OTP Bank Liga, 7 Magyar kupa, 8 Ligakupa, 6 UEFA-bajnokok ligája + Európa-liga) |
| Győzelmek száma                    | 25 (14 OTP Bank Liga, 6 Magyar kupa, 4 Ligakupa, 1 UEFA-bajnokok ligája + Európa-liga) |
| Döntetlenek száma                  | 6 (4 OTP Bank Liga, 0 Magyar kupa, 1 Ligakupa, 1 UEFA-bajnokok ligája + Európa-liga)   |
| Vereségek száma                    | 20 (12 OTP Bank Liga, 1 Magyar kupa, 3 Ligakupa, 4 UEFA-bajnokok ligája + Európa-liga) |
| Szerzett gólok száma               | 89                                                                                     |
| Kapott gólok száma                 | 60                                                                                     |
| Gólkülönbség                       | +29                                                                                    |
| Sárga lapok                        | 94                                                                                     |
| Kiállítások                        | 9                                                                                      |
| Legtöbbet figyelmeztetett játékos  | Korhut Mihály (11 , 1 )                                                                |
| Legnagyobb arányú győzelem         | Debreceni VSC 8–0 Létavértes SC (2013. 02. 06.)                                        |
| Legnagyobb arányú vereség          | Debreceni VSC 0–3 Club Brugge (2012. 08. 23.)                                          |
| Legnagyobb arányú vereség          | Club Brugge 4–1 Debreceni VSC (2012. 08. 30.)                                          |
| Legmagasabb hazai nézőszám         | 10 500 néző, Debreceni VSC 0–2 BATE Bariszav (2012. 08. 08.)                           |
| Legalacsonyabb hazai nézőszám      | 100 néző, Debreceni VSC 0–1 Egri FC (2012. 12. 05.)                                    |
| Legtöbbször pályára lépett játékos | Adamo Coulibaly (40 mérkőzés)                                                          |
| Házi gólkirály                     | Adamo Coulibaly (27 )                                                                  |
| Pontok                             | 81/153 (52,94%)                                                                        |

### Kiírások
| Kiírás               | Statisztikák | Statisztikák | Statisztikák | Statisztikák | Statisztikák | Statisztikák | Kezdő forduló   | Végső forduló/ helyezés | Mérkőzések dátumai | Mérkőzések dátumai |
| Kiírás               | M            | GY           | D            | V            | LG–KG        | GK           | Kezdő forduló   | Végső forduló/ helyezés | Első               | Utolsó             |
| -------------------- | ------------ | ------------ | ------------ | ------------ | ------------ | ------------ | --------------- | ----------------------- | ------------------ | ------------------ |
| OTP Bank Liga        | 30           | 14           | 4            | 12           | 47–36        | +11          | —               | 6.                      | 2012. 07. 29.      | 2013. 06. 01.      |
| Magyar kupa          | 8            | 7            | 0            | 1            | 26–7         | +19          | 3. forduló      | 1.                      | 2012. 10. 31.      | 2013. 05. 22.      |
| Ligakupa             | 8            | 4            | 1            | 3            | 13–7         | +6           | Csoportkör      | Negyeddöntő             | 2012. 09. 05.      | 2013. 03. 06.      |
| UEFA-bajnokok ligája | 4            | 1            | 1            | 2            | 4–4          | 0            | 2. selejtezőkör | 3. selejtezőkör         | 2012. 07. 17.      | 2012. 08. 07.      |
| Európa-liga          | 2            | 0            | 0            | 2            | 1–7          | –6           | Rájátszás       | Rájátszás               | 2012. 08. 23.      | 2012. 08. 30.      |

## OTP Bank Liga

### Mérkőzések
| 1. forduló 2012. július 28. 19.00 |

| Debreceni VSC                                             | 4 – 1               | Győri ETO                          |
| --------------------------------------------------------- | ------------------- | ---------------------------------- |
| Sidibe 8' 26' Szakály 10' Kulcsár 45' Korhut 49' Nagy 52' | (4 – 1) Jegyzőkönyv | Andrić 11' Kronaveter 43' Švec 80' |

| Oláh Gábor utca, Debrecen Nézőszám: 5 000 Játékvezető: Kassai Viktor (magyar) |

| 2. forduló 2012. augusztus 4. 17.00 |

| Kaposvári Rákóczi     | 1 – 0               | Debreceni VSC |
| --------------------- | ------------------- | ------------- |
| Zámbó 27' Hajdúch 88' | (1 – 0) Jegyzőkönyv | Lucas 90+5'   |

| Rákóczi Stadion, Kaposvár Nézőszám: 2 000 Játékvezető: Vad II. István (magyar) |

| 3. forduló 2012. augusztus 11. 17.00 |

| Debreceni VSC                                  | 2 – 1               | Kecskeméti TE     |
| ---------------------------------------------- | ------------------- | ----------------- |
| Kulcsár 23' Coulibaly 73' Nagy 64' Szakály 71' | (1 – 0) Jegyzőkönyv | Vaskó 53' Sós 66' |

| Oláh Gábor utca, Debrecen Nézőszám: 4 500 Játékvezető: Farkas Ádám (magyar) |

| 4. forduló 2012. augusztus 18. 18.30 |

| Pécsi MFC                              | 2 – 3               | Debreceni VSC                                                                                 |
| -------------------------------------- | ------------------- | --------------------------------------------------------------------------------------------- |
| Okoronkwo 47' 40' Krejčí 60' Akran 64' | (0 – 0) Jegyzőkönyv | Coulibaly 70' (11-esből) 74' 79' Nagy 43' Rezes 44' Bouadla 53' Szakály 73' Spitzmüller 90+1' |

| PMFC Stadion, Pécs Nézőszám: 4 000 Játékvezető: Andó-Szabó Sándor (magyar) |

| 5. forduló 2012. augusztus 26. 16.30 |

| Debreceni VSC         | 1 – 0               | Lombard Pápa                                     |
| --------------------- | ------------------- | ------------------------------------------------ |
| Szakály 77' Šimac 81' | (0 – 0) Jegyzőkönyv | Tóth G. 2' Maróti 38' Quintero 47' Présinger 56' |

| Oláh Gábor utca, Debrecen Nézőszám: 3 000 Játékvezető: Takács János (magyar) |

| 6. forduló 2012. szeptember 2. 16.30 |

| Újpest     | 0 – 0               | Debreceni VSC |
| ---------- | ------------------- | ------------- |
| Christ 64' | (0 – 0) Jegyzőkönyv |               |

| Szusza Ferenc Stadion, Budapest Nézőszám: 3 617 Játékvezető: Fábián Mihály (magyar) |

| 7. forduló 2012. szeptember 16. 18.30 |

| Debreceni VSC                        | 4 – 1               | Budapest Honvéd                        |
| ------------------------------------ | ------------------- | -------------------------------------- |
| Sidibe 5' 64' Coulibaly 8' Szűcs 53' | (2 – 1) Jegyzőkönyv | Vernes 21' Baráth 49' Ignjatović 90+1' |

| Oláh Gábor utca, Debrecen Nézőszám: 5 500 Játékvezető: Bognár Tamás (magyar) |

| 8. forduló 2012. szeptember 22. 16.00 |

| Egri FC                                      | 1 – 0               | Debreceni VSC          |
| -------------------------------------------- | ------------------- | ---------------------- |
| Németh 56' Preklet 20' Katona 77' Brljak 87' | (0 – 0) Jegyzőkönyv | Szűcs 75' Ferenczi 88' |

| DVTK-stadion, Miskolc Nézőszám: 300 Játékvezető: Szőts Gergely (magyar) |

| 9. forduló 2012. szeptember 29. 16.00 |

| Debreceni VSC                    | 2 – 0               | Haladás                                                     |
| -------------------------------- | ------------------- | ----------------------------------------------------------- |
| Rezes 38' Kulcsár 80' Korhut 52' | (1 – 0) Jegyzőkönyv | Rajos 17' Fehér 48′, 73′ Halmosi 73' Nagy 83' Devecseri 85' |

| Oláh Gábor utca, Debrecen Nézőszám: 4 000 Játékvezető: Iványi Zoltán (magyar) |

| 10. forduló 2012. október 7. 18.30 |

| BFC Siófok          | 0 – 2               | Debreceni VSC                                 |
| ------------------- | ------------------- | --------------------------------------------- |
| Kecskés 32' Pál 45' | (0 – 1) Jegyzőkönyv | Coulibaly 33' (11-esből) Bódi 62' Szakály 80' |

| Révész Géza utca, Siófok Nézőszám: 500 Játékvezető: Radványi Ádám (magyar) |

| 11. forduló 2012. október 21. 16.30 |

| Debreceni VSC             | 2 – 0               | Diósgyőr                         |
| ------------------------- | ------------------- | -------------------------------- |
| Yannick 24' Coulibaly 77' | (1 – 0) Jegyzőkönyv | Elek 20' Hanek 42' Ribánszki 78' |

| Oláh Gábor utca, Debrecen Nézőszám: 9 500 Játékvezető: Szabó Zsolt (magyar) |

| 12. forduló 2012. október 28. 16.30 |

| Videoton                                    | 3 – 1               | Debreceni VSC          |
| ------------------------------------------- | ------------------- | ---------------------- |
| Torghelle 22' Oliveira 61' 75' Nikolics 75' | (1 – 0) Jegyzőkönyv | Coulibaly 65' Nagy 79' |

| Sóstói Stadion, Székesfehérvár Nézőszám: 3 023 Játékvezető: Kassai Viktor (magyar) |

| 13. forduló 2012. november 3. 18.30 |

| Debreceni VSC           | 0 – 1               | Paksi FC                                 |
| ----------------------- | ------------------- | ---------------------------------------- |
| Bouadla 42' Bernáth 66' | (0 – 0) Jegyzőkönyv | Tököli 63' Lázok 34' Sifter 42' Bori 67' |

| Oláh Gábor utca, Debrecen Nézőszám: 4 000 Játékvezető: Szilasi Szabolcs (magyar) |

| 14. forduló 2012. november 11. 16.30 |

| Ferencváros                                       | 2 – 1               | Debreceni VSC                                       |
| ------------------------------------------------- | ------------------- | --------------------------------------------------- |
| Böde 34' Józsi 90' (11-esből) Bešić 61' Čukić 84' | (1 – 1) Jegyzőkönyv | Coulibaly 10' Nagy 39' Spitzmüller 75' Mészáros 89' |

| Albert Flórián Stadion, Budapest Nézőszám: 7 943 Játékvezető: Fábián Mihály (magyar) |

| 15. forduló 2012. november 17. 16.00 |

| Debreceni VSC | 0 – 2               | MTK Budapest                          |
| ------------- | ------------------- | ------------------------------------- |
| Bódi 34'      | (0 – 1) Jegyzőkönyv | Kanta 9' Korhut 77' (öngól) Wolfe 58' |

| Oláh Gábor utcai stadion, Debrecen Nézőszám: 4 500 Játékvezető: Vad II. István (magyar) |

| 16. forduló 2012. november 24. 14.00 |

| Győri ETO                           | 2 – 0               | Debreceni VSC                             |
| ----------------------------------- | ------------------- | ----------------------------------------- |
| Varga 46' Dudás 90+3' Trajković 59' | (0 – 0) Jegyzőkönyv | Bódi 24' Šimac 37' Korhut 49' Szakály 72' |

| ETO Park, Győr Nézőszám: 7 000 Játékvezető: Szabó Zsolt (magyar) |

| 17. forduló 2012. november 30. 17.00 |

| Debreceni VSC                           | 2 – 1               | Kaposvári Rákóczi           |
| --------------------------------------- | ------------------- | --------------------------- |
| Coulibaly 49' (11-esből) 62' Korhut 84' | (0 – 0) Jegyzőkönyv | Pavlović 90+2' 90' Bank 25' |

| Oláh Gábor utca, Debrecen Nézőszám: 3 000 Játékvezető: Andó-Szabó Sándor (magyar) |

| 18. forduló 2013. március 2. 14.00 |

| Kecskeméti TE         | 0 – 0               | Debreceni VSC                     |
| --------------------- | ------------------- | --------------------------------- |
| Póti 32' Patvaros 78' | (0 – 0) Jegyzőkönyv | Šimac 68' Nagy 70' Luis Ramos 72' |

| Széktói Stadion, Kecskemét Nézőszám: 2 743 Játékvezető: Vad II. István (magyar) |

| 19. forduló 2013. március 10. 18.30 |

| Debreceni VSC                                                                | 4 – 1               | Pécsi MFC                                                       |
| ---------------------------------------------------------------------------- | ------------------- | --------------------------------------------------------------- |
| Pölöskey 31' Sidibe 64' 89' Szakály 84' (11-esből) Korhut 70' Luis Ramos 80' | (1 – 1) Jegyzőkönyv | Grumić 15' Zeljkovič 23' Akassou 47' Lázár 58′, 75′ Horváth 83′ |

| Oláh Gábor utca, Debrecen Nézőszám: 3 000 Játékvezető: Németh Ádám (magyar) |

| 20. forduló 2013. április 10. 18:00 |

| Lombard Pápa             | 1 – 0               | Debreceni VSC     |
| ------------------------ | ------------------- | ----------------- |
| Tóth B. 65' 17' Tino 31' | (0 – 0) Jegyzőkönyv | Máté 37' Bódi 64' |

| Perutz Stadion, Pápa Nézőszám: 800 Játékvezető: Oláh Gábor (magyar) |

- Elhalasztott mérkőzés.

| 21. forduló 2013. március 31. 16.30 |

| Debreceni VSC | 0 – 1               | Újpest                     |
| ------------- | ------------------- | -------------------------- |
| Szakály 64'   | (0 – 1) Jegyzőkönyv | Šimac 9' (öngól) Lázár 60' |

| Oláh Gábor utca, Debrecen Nézőszám: 4 000 Játékvezető: Bognár Tamás (magyar) |

| 22. forduló 2013. április 7. 16.30 |

| Budapest Honvéd                                                | 2 – 2               | Debreceni VSC                                                      |
| -------------------------------------------------------------- | ------------------- | ------------------------------------------------------------------ |
| Nagy 5' Martínez 76' (11-esből) 68' Živanović 84' Vécsei 90+3' | (1 – 2) Jegyzőkönyv | Pölöskey 34' 46' Ignjatović 44' (öngól) Bódi 31' Máté 39' Nagy 75′ |

| Bozsik József Stadion, Budapest Nézőszám: 1 000 Játékvezető: Farkas Ádám (magyar) |

| 23. forduló 2013. április 13. 14.00 |

| Debreceni VSC                                                | 3 – 0               | Egri FC |
| ------------------------------------------------------------ | ------------------- | ------- |
| Sidibe 33' Bouadla 75' Coulibaly 80' Korhut 40' Ferenczi 83' | (1 – 0) Jegyzőkönyv |         |

| Oláh Gábor utca, Debrecen Nézőszám: 2 500 Játékvezető: Szilasi Szabolcs (magyar) |

| 24. forduló 2013. április 21. 18.30 |

| Haladás              | 1 – 0               | Debreceni VSC |
| -------------------- | ------------------- | ------------- |
| Halmosi 51' Radó 33' | (0 – 0) Jegyzőkönyv | Bódi 9'       |

| Rohonci út, Szombathely Nézőszám: 2 459 Játékvezető: Iványi Zoltán (magyar) |

| 25. forduló 2013. április 27. 18.30 |

| Debreceni VSC                                            | 4 – 1               | BFC Siófok        |
| -------------------------------------------------------- | ------------------- | ----------------- |
| Sidibe 2' Coulibaly 25' 44' 53' 89' Nagy 64' Szakály 71' | (3 – 0) Jegyzőkönyv | Dajić 62' Gál 78' |

| Oláh Gábor utca, Debrecen Nézőszám: 3 000 Játékvezető: Bognár Tamás (magyar) |

| 26. forduló 2013. május 4. 14.00 |

| Diósgyőr                                                          | 3 – 3               | Debreceni VSC                                                 |
| ----------------------------------------------------------------- | ------------------- | ------------------------------------------------------------- |
| Fernando 40' Luque 77' (11-esből) 81' Gallardo 81' 81' Takács 79' | (1 – 1) Jegyzőkönyv | Kulcsár 23' Coulibaly 62' 89' Bódi 66' Luis Ramos 5' Máté 30' |

| DVTK-stadion, Miskolc Nézőszám: 3 500 Játékvezető: Kassai Viktor (magyar) |

| 27. forduló 2013. május 12. 16.30 |

| Debreceni VSC                        | 2 – 1               | Videoton                                        |
| ------------------------------------ | ------------------- | ----------------------------------------------- |
| Bódi 39' Kulcsár 57' Coulibaly 90+2' | (1 – 1) Jegyzőkönyv | Torghelle 29' Paraiba 16' Juhász 36' Brachi 61' |

| Oláh Gábor utca, Debrecen Nézőszám: 7 000 Játékvezető: Vad II. István (magyar) |

| 28. forduló 2013. május 17. 19.00 |

| Paksi FC                                    | 1 – 2               | Debreceni VSC                                                  |
| ------------------------------------------- | ------------------- | -------------------------------------------------------------- |
| Bartha 33' Könyves 22' Sifter 30' Lázok 52' | (1 – 0) Jegyzőkönyv | Korhut 53' 76′ Mészáros 86' Máté 49' Coulibaly 61' Szűcs 90+1' |

| Fehérvári út, Paks Nézőszám: 1 000 Játékvezető: Farkas Ádám (magyar) |

| 29. forduló 2013. május 26. 16.30 |

| Debreceni VSC                                                                     | 2 – 3               | Ferencváros                                         |
| --------------------------------------------------------------------------------- | ------------------- | --------------------------------------------------- |
| Coulibaly 32' 90' Mészáros 18' Spitzmüller 44' Máté 53′ Ferenczi 71' Sidibe 90+4' | (1 – 2) Jegyzőkönyv | Somália 6' Jenner 36' Perić 83' Čukić 31' Bešić 90' |

| Oláh Gábor utca, Debrecen Nézőszám: 9 000 Játékvezető: Bognár Tamás (magyar) |

| 30. forduló 2013. június 1. 16.00 |

| MTK Budapest                           | 3 – 1               | Debreceni VSC      |
| -------------------------------------- | ------------------- | ------------------ |
| Kálnoki-Kis 20' Kanta 52' Vass 70' 70' | (1 – 0) Jegyzőkönyv | Bódi 86' Rezes 60' |

| Hidegkuti Nándor Stadion, Budapest Nézőszám: 1 400 Játékvezető: Szilasi Szabolcs (magyar) |

### A végeredmény
| #   | Csapat                | M  | GY | D  | V  | G+ – G– | GK  | P  | Megjegyzések                                   |
| --- | --------------------- | -- | -- | -- | -- | ------- | --- | -- | ---------------------------------------------- |
| 1.  | Győri ETO (B)         | 30 | 19 | 7  | 4  | 57–33   | +24 | 64 | 2013–2014-es Bajnokok Ligája – 2. selejtezőkör |
| 2.  | Videoton (I)          | 30 | 16 | 6  | 8  | 52–24   | +28 | 54 | 2013–2014-es Európa-liga – 1. selejtezőkör     |
| 3.  | Budapest Honvéd (I)   | 30 | 15 | 7  | 8  | 50–36   | +14 | 52 | 2013–2014-es Európa-liga – 1. selejtezőkör     |
| 4.  | MTK BudapestÚ         | 30 | 15 | 6  | 9  | 43–30   | +13 | 51 |                                                |
| 5.  | Ferencváros           | 30 | 13 | 10 | 7  | 51–36   | +15 | 49 |                                                |
| 6.  | Debreceni VSCCV (KGY) | 30 | 14 | 4  | 12 | 47–36   | +11 | 46 | 2013–2014-es Európa-liga – 2. selejtezőkör1    |
| 7.  | Kecskeméti TE         | 30 | 12 | 8  | 10 | 42–42   | 0   | 44 |                                                |
| 8.  | Haladás               | 30 | 11 | 11 | 8  | 36–27   | +9  | 44 |                                                |
| 9.  | Újpest                | 30 | 11 | 8  | 11 | 40–42   | −2  | 41 |                                                |
| 10. | Diósgyőr              | 30 | 9  | 11 | 10 | 31–39   | −8  | 38 |                                                |
| 11. | Kaposvári Rákóczi     | 30 | 10 | 7  | 13 | 35–38   | −3  | 37 |                                                |
| 12. | Pécsi MFC             | 30 | 10 | 7  | 13 | 33–44   | −11 | 37 |                                                |
| 13. | Paksi FC              | 30 | 8  | 11 | 11 | 40–38   | +2  | 35 |                                                |
| 14. | Lombard Pápa          | 30 | 7  | 7  | 16 | 26–46   | −20 | 28 |                                                |
| 15. | BFC Siófok (K)        | 30 | 7  | 4  | 19 | 31–61   | −30 | 25 | NB II                                          |
| 16. | Egri FCÚ (K)          | 30 | 3  | 6  | 21 | 25–67   | −42 | 15 | NB II                                          |

Forrás: MLSZ adatbank 
A rangsorolás alapszabályai: 1. összpontszám, 2. győzelmek száma, 3. gólkülönbség, 4. szerzett gólok száma, 5. egymás elleni eredmények összpontszáma,  6. egymás elleni eredmények gólkülönbsége, 7. egymás elleni eredmények szerzett góljainak száma, 8. egymás elleni eredmények idegenben szerzett góljainak száma.
1 A Debreceni VSC a 2013–14-es Európa-liga 2. selejtezőkörében indulhat, kupagyőztesként.
(B): Bajnokcsapat, (K): Kieső csapat, (F): Feljutó csapat, (I): Kupainduló, (R): A rájátszás győztese, (KGY): Kupagyőztes

### Eredmények összesítése
Az alábbi táblázatban összesítve szerepelnek a Debreceni VSC 2012/13-as bajnokságban elért eredményei.
| Ősz/tavasz (forduló)    | Otthon | Otthon | Otthon | Otthon | Otthon | Otthon | Otthon | Idegenben | Idegenben | Idegenben | Idegenben | Idegenben | Idegenben | Idegenben |
| Ősz/tavasz (forduló)    | M      | GY     | D      | V      | LG–KG  | GK     | P      | M         | GY        | D         | V         | LG–KG     | GK        | P         |
| ----------------------- | ------ | ------ | ------ | ------ | ------ | ------ | ------ | --------- | --------- | --------- | --------- | --------- | --------- | --------- |
| Őszi szezon (1–17.)     | 9      | 7      | 0      | 2      | 17–7   | +10    | 21     | 8         | 2         | 1         | 5         | 7–11      | –4        | 7         |
| Tavaszi szezon (18–30.) | 6      | 4      | 0      | 2      | 15–7   | +8     | 12     | 7         | 1         | 3         | 3         | 8–11      | –3        | 6         |
| Összesen (1–30.)        | 15     | 11     | 0      | 4      | 32–14  | +18    | 33     | 15        | 3         | 4         | 8         | 15–22     | –7        | 13        |

### Helyezések fordulónként
| Forduló  | 1  | 2 | 3  | 4  | 5  | 6 | 7  | 8 | 9  | 10 | 11 | 12 | 13 | 14 | 15 | 16 | 17 | 18 | 19 | 20 | 21 | 22 | 23 | 24 | 25 | 26 | 27 | 28 | 29 | 30 |
| -------- | -- | - | -- | -- | -- | - | -- | - | -- | -- | -- | -- | -- | -- | -- | -- | -- | -- | -- | -- | -- | -- | -- | -- | -- | -- | -- | -- | -- | -- |
| Helyszín | O  | I | O  | I  | O  | I | O  | I | O  | I  | O  | I  | O  | I  | O  | I  | O  | I  | O  | I  | O  | I  | O  | I  | O  | I  | O  | I  | O  | I  |
| Eredmény | GY | V | GY | GY | GY | D | GY | V | GY | GY | GY | V  | V  | V  | V  | V  | GY | D  | GY | V  | V  | D  | GY | V  | GY | D  | GY | GY | V  | V  |
| Helyezés | 1  | 6 | 3  | 2  | 2  | 3 | 2  | 3 | 2  | 2  | 2  | 2  | 2  | 2  | 3  | 3  | 3  | 3  | 3  | 4  | 5  | 5  | 5  | 5  | 4  | 6  | 5  | 5  | 6  | 6  |

Helyszín: O = Otthon; I = Idegenben. Eredmény: GY = Győzelem; D = Döntetlen; V = Vereség.

## Magyar kupa
3. forduló
| 2012. október 31. 12:30 |

| Szentlőrinc (NB III) | 1 – 3               | Debreceni VSC                                |
| -------------------- | ------------------- | -------------------------------------------- |
| Zámbó 20' Lauer 62'  | (1 – 0) Jegyzőkönyv | Lucas 48' Gál 82' Kulcsár 90+1' Ferenczi 28' |

| Szentlőrinci Sportpálya, Szentlőrinc Nézőszám: 600 Játékvezető: Mészáros István (magyar) |

Továbbjutott a Debreceni VSC, 3–1-es összesítéssel.
Nyolcaddöntő
| Első mérkőzés 2012. november 21. 17:30 |

| Nyíregyháza Spartacus             | 3 – 2               | Debreceni VSC             |
| --------------------------------- | ------------------- | ------------------------- |
| Pákolicz 54' Csorba 87' Benkő 90' | (0 – 1) Jegyzőkönyv | Ludánszki 37' Szakály 65' |

| Nyíregyháza Nézőszám: 2 000 Játékvezető: Berger József (magyar) |

| Visszavágó 2012. november 27. 17:00 |

| Debreceni VSC                                      | 3 – 1               | Nyíregyháza Spartacus                            |
| -------------------------------------------------- | ------------------- | ------------------------------------------------ |
| Coulibaly 16' 63' Szakály 60' Šimac 50' Korhut 87' | (1 – 0) Jegyzőkönyv | Minczér 51' Kovács 32' Szilágyi 53' Mészáros 81' |

| Oláh Gábor utca, Debrecen Nézőszám: 3 000 Játékvezető: Oláh Gábor (magyar) |

Továbbjutott a Debreceni VSC 5–4-es összesítéssel.
Negyeddöntő
| Első mérkőzés 2013. február 3. 14:00 |

| Létavértes SC | 0 – 2               | Debreceni VSC                |
| ------------- | ------------------- | ---------------------------- |
|               | (0 – 2) Jegyzőkönyv | Dombi 24' Šimac 32' Nagy 36' |

| Létavértes Nézőszám: 500 Játékvezető: Varga László (magyar) |

| Visszavágó 2013. február 6. 13:00 |

| Debreceni VSC                                                                | 8 – 0               | Létavértes SC |
| ---------------------------------------------------------------------------- | ------------------- | ------------- |
| Ludánszki 10' 3' Szakály 34' Coulibaly 56' 80' Pölöskey 69' 76' 87' Bódi 72' | (2 – 0) Jegyzőkönyv | Suskó 39′     |

| Oláh Gábor utca, Debrecen Nézőszám: 500 Játékvezető: Vad II. István (magyar) |

Továbbjutott a Debreceni VSC 10–0-s összesítéssel.
Elődöntő
| Első mérkőzés 2013. április 17. 18:00 |

| Vasas                | 0 – 3               | Debreceni VSC                                                                  |
| -------------------- | ------------------- | ------------------------------------------------------------------------------ |
| Lucas 7' Venczel 79' | (0 – 2) Jegyzőkönyv | Ferenczi 8' (11-esből) 19' (11-esből) Czvitkovics 68' Bernáth 22' Pölöskey 38' |

| Illovszky Rudolf Stadion, Budapest Nézőszám: 1 200 Játékvezető: Németh Ádám (magyar) |

| Visszavágó 2013. május 7. 18:00 |

| Debreceni VSC                                        | 3 – 1               | Vasas                               |
| ---------------------------------------------------- | ------------------- | ----------------------------------- |
| Coulibaly 54' 77' Sidibe 89' Ludánszki 31' Šimac 39' | (0 – 1) Jegyzőkönyv | Berecz 27' Thiago 21' Fernandes 57' |

| Oláh Gábor utca, Debrecen Nézőszám: 2 000 Játékvezető: Pintér Csaba (magyar) |

Továbbjutott a Debreceni VSC, 6–1-es összesítéssel.
Döntő
| 2013. május 22. 20:00 |

| Debreceni VSC               | 2 – 1                         | Győri ETO                               |
| --------------------------- | ----------------------------- | --------------------------------------- |
| Coulibaly 51' 86' Ramos 19' | (0 – 1) Jegyzőkönyv Részletek | 17' Andrić 45+2' Trajković 90+3' Takács |

| Bozsik József Stadion, Budapest Nézőszám: 5 570 Játékvezető: Kassai Viktor (magyar) |

- A 2013-as magyar labdarúgókupát a Debreceni VSC csapata nyerte.

## Ligakupa

### Csoportkör (E csoport)
| 1. forduló 2012. szeptember 5. 17:00 |

| Egri FC                             | 1 – 3               | Debreceni VSC                    |
| ----------------------------------- | ------------------- | -------------------------------- |
| Németh 23' 33' Balog 19' Knakal 87' | (1 – 3) Jegyzőkönyv | Lucas 11' Ferenczi 28' Rezes 45' |

| Szentmarjay Tibor Stadion, Eger Nézőszám: 300 Játékvezető: Karakó Ferenc (magyar) |

| 2. forduló 2012. szeptember 8. 16:00 |

| Debreceni VSC                                                                                  | 5 – 2               | Diósgyőr                    |
| ---------------------------------------------------------------------------------------------- | ------------------- | --------------------------- |
| Czvitkovics 40' 89' Sidibe 56' 86' Szűcs 61' Kulcsár 76' Šimac 18' Spitzmüller 23' Bernáth 44' | (1 – 1) Jegyzőkönyv | Tisza 36' Bacsa 79' Gal 34' |

| Oláh Gábor utca, Debrecen Nézőszám: 1 500 Játékvezető: Németh Ádám (magyar) |

| 3. forduló 2012. október 10. 17:00 |

| Újpest                      | 2 – 1               | Debreceni VSC                                     |
| --------------------------- | ------------------- | ------------------------------------------------- |
| Toricska 41' 62' Bognár 38' | (1 – 0) Jegyzőkönyv | Kulcsár 48' (11-esből) Ferenczi 76' Ludánszki 79' |

| Szusza Ferenc Stadion, Budapest Nézőszám: 300 Játékvezető: Takács János (magyar) |

| 4. forduló 2012. október 14. 18:30 |

| Debreceni VSC                                        | 3 – 0               | Újpest                                                 |
| ---------------------------------------------------- | ------------------- | ------------------------------------------------------ |
| Korhut 28' 70' 58' Coulibaly 38' Lucas 63' Varga 81' | (2 – 0) Jegyzőkönyv | Banai 27' Eninful 33' Pollák 49' Sztaniszavljevics 72' |

| Oláh Gábor utca, Debrecen Nézőszám: 1 200 Játékvezető: Oláh Gábor (magyar) |

| 5. forduló 2012. november 13. 17:00 |

| Diósgyőr | 0 – 1               | Debreceni VSC |
| -------- | ------------------- | ------------- |
|          | (0 – 1) Jegyzőkönyv | Kulcsár 15'   |

| DVTK-stadion, Miskolc Nézőszám: 1 000 Játékvezető: Erdős József (magyar) |

| 6. forduló 2012. december 5. 13:00 |

| Debreceni VSC                        | 0 – 1               | Egri FC                        |
| ------------------------------------ | ------------------- | ------------------------------ |
| Kulcsár 41′ Pölöskey 75′ Bouadla 88' | (0 – 1) Jegyzőkönyv | Németh 2' Piller 60' Kasza 85' |

| Oláh Gábor utca, Debrecen Nézőszám: 100 Játékvezető: Németh Ádám (magyar) |

### Az E csoport végeredménye
| Csapat        | M | Gy | D | V | G+ | G– | Gk | P  |
| ------------- | - | -- | - | - | -- | -- | -- | -- |
| Debreceni VSC | 6 | 4  | 0 | 2 | 13 | 6  | +7 | 12 |
| Egri FC       | 6 | 4  | 0 | 2 | 13 | 9  | +4 | 12 |
| Diósgyőr      | 6 | 2  | 0 | 4 | 11 | 13 | –2 | 6  |
| Újpest        | 6 | 2  | 0 | 4 | 9  | 18 | –9 | 6  |

### Negyeddöntő
| Első mérkőzés 2013. február 20. 16:45 |

| Videoton                                            | 1 – 0               | Debreceni VSC                                       |
| --------------------------------------------------- | ------------------- | --------------------------------------------------- |
| Nikolics 62' Brachi 38' Oliveira 65' Mitrović 90+3' | (0 – 0) Jegyzőkönyv | Bódi 29' Czvitkovics 45' Luis Ramos 45′ Šimac 90+3' |

| Sóstói Stadion, Székesfehérvár Játékvezető: Iványi Zoltán (magyar) |

| Visszavágó 2013. március 6. 18:00 |

| Debreceni VSC                       | 0 – 0               | Videoton                  |
| ----------------------------------- | ------------------- | ------------------------- |
| Szécsi 66' Bouadla 85' Ferenczi 89' | (0 – 0) Jegyzőkönyv | Oliveira 14' Vinícius 64' |

| Oláh Gábor utca, Debrecen Játékvezető: Farkas Ádám (magyar) |

Továbbjutott a Videoton, 1–0-s összesítéssel.

## Szuperkupa
| 2012. július 11. 20:15 |

| Debreceni VSC                                               | 1 – 1                            | Videoton                                 |
| ----------------------------------------------------------- | -------------------------------- | ---------------------------------------- |
| Bódi 2' 74' Kulcsár 53' Korhut 57' Varga 66' Luis Ramos 88' | (1 – 0) ] Jegyzőkönyv] Részletek | Kovács 71' Mitrović 87' Torghelle 90+1'  |
| Büntetőpárbaj                                               |                                  |                                          |
| Szakály Korhut Sidibe Bódi                                  | 3 – 5                            | Nikolics Mitrović Gyurcsó Brachi Caneira |

| Sóstói Stadion, Székesfehérvár Nézőszám: 5 000 Játékvezető: Bognár Tamás (magyar) |

## UEFA-bajnokok ligája

### Mérkőzések
2. selejtezőkör
| 2012. július 17. 20:30 |

| Skënderbeu Korçë                                                    | 1 – 0               | Debreceni VSC                   |
| ------------------------------------------------------------------- | ------------------- | ------------------------------- |
| Plaku 65' 65' Radas 59' Orelesi 69' Vucaj 73' Muzaka 86' Kuli 90+4' | (0 – 0) Jegyzőkönyv | Bódi 6' Coulibaly 29' Varga 87' |

| Skënderbeu Stadion, Korça Nézőszám: 4 500 Játékvezető: Nikolai Yordanov (bolgár) |

| 2012. július 24. 20:00 |

| Debreceni VSC                                             | 3 – 0               | Skënderbeu Korçë              |
| --------------------------------------------------------- | ------------------- | ----------------------------- |
| Coulibaly 12' 87' Varga 58' 68' Luis Ramos 38' Korhut 73' | (1 – 0) Jegyzőkönyv | Vucaj 51' Radas 64' Bicaj 90' |

| Városi Stadion, Nyíregyháza Nézőszám: 8 500 Játékvezető: Kristo Tohver (észt) |

Továbbjutott a Debreceni VSC, 3–1-es összesítéssel.
3. selejtezőkör
| 2012. augusztus 1. 18:00 |

| BATE Bariszav                   | 1 – 1               | Debreceni VSC                                                  |
| ------------------------------- | ------------------- | -------------------------------------------------------------- |
| Sidibe 90+3' (öngól) Pawlaw 62' | (0 – 0) Jegyzőkönyv | Sidibe 67' Luis Ramos 33' Korhut 87' Varga 90+3' Yannick 90+3' |

| Haradszki Stadion, Bariszav Nézőszám: 5 170 Játékvezető: Sascha Kever (svájci) |

| 2012. augusztus 8. 20:30 |

| Debreceni VSC                                          | 0 – 2               | BATE Bariszav                                     |
| ------------------------------------------------------ | ------------------- | ------------------------------------------------- |
| Korhut 12' Coulibaly 43' Mészáros 45' Nikolov 51′, 57′ | (0 – 1) Jegyzőkönyv | Mazalewski 25' Valadzko 59' Simić 60' Radzkow 82' |

| Városi Stadion, Nyíregyháza Nézőszám: 10 500 Játékvezető: Liran Liany (izraeli) |

Továbbjutott a BATE Bariszav, 3–1-es összesítéssel.

## Európa-liga
Rájátszás
| 2012. augusztus 23. 20:30 |

| Debreceni VSC             | 0 – 3               | Club Brugge                                     |
| ------------------------- | ------------------- | ----------------------------------------------- |
| Šimac 2' Luis Ramos 45+2′ | (0 – 0) Jegyzőkönyv | Blondel 58' Refaelov 77' Bacca 90+1' Larsen 68' |

| Városi Stadion, Nyíregyháza Nézőszám: 4 234 Játékvezető: Matej Jug (szlovén) |

| 2012. augusztus 30. 20:30 |

| Club Brugge                                                   | 4 – 1               | Debreceni VSC                        |
| ------------------------------------------------------------- | ------------------- | ------------------------------------ |
| Larsen 25' Vázquez 48' Tchité 50' 82' Bacca 66' Jørgensen 88' | (1 – 1) Jegyzőkönyv | Szakály 34' Rezes 25′, 40′ Varga 30' |

| Jan Breydel Stadion, Brugge Nézőszám: 18 353 Játékvezető: Deniz Aytekin (német) |

Továbbjutott a Club Brugge, 7–1-es összesítéssel.